# Peene
Peene este un râu din Mecklenburg-Vorpommern, Germania. Denumirea râului are origine slavă și înseamnă „pârâu”. Peene se varsă în apropiere de Anklam în „Peenestrom” unul dintre cele trei brațuri de vărsare a Odrei în Marea Baltică. Cursul superior al râului este alcătuit prin unirea a râurilor Peene Mic, Peene de Vest și Peene de Est cu izvorul în regiunea de nord din Parcul național "Müritz". Peene are un curs lin presărat cu smârcuri, râul are o diferență de nivel redusă între izvor și vărsare.